# پیمان کارلویتس
پیمان کارلویتس در ۲۶ ژانویه ۱۶۹۹ میلادی در کارلویتس (اکنون در صربستان) منعقد شد و به جنگ بزرگ عثمانی (‎۱۶۸۳–۱۶۹۹) که در آن امپراتوری عثمانی در نبرد زنتا مقابل اتحاد مقدس شکست خورد، پایان داد. این پیمان سرآغاز دوره انحطاط امپراتوری عثمانی و از طرفی دورهٔ قدرت پادشاهی هابسبورگ در اروپای مرکزی بود.
در مذاکرات صلح کارلویتس، میزگرد برای اولین بار در تاریخ مذاکرات دیپلماتیک بین‌المللی مورد استفاده قرار گرفت؛ میز مذاکره درون خیمه‌ای با چهار ورودی قرار داشت و هیچ نماینده‌ای ارجحیت در ورود نداشت.

## شرایط
بنابر این پیمان، عثمانی‌ها بخش اعظم مجارستان، بوسنی و هرزگوین و کرواسی را به امپراتوری هابسبورگ واگذاردند، ترانسیلوانی همچنان مستقل باقی‌ماند ولی توسط فرمانداری اتریشی اداره می‌شد، ناحیه پادولیا به همراه قلعه‌های نظامی کامیانتس-پودیلسکیی به لهستان بازگردانده شد و ونیز بخش اعظم دالماسی به همراه کلیه پلوپونز را از امپراتوری عثمانی گرفت.
دولت عثمانی بلگراد و باناتِ تِمِش‌وار (اکنون تیمیشوارا) و حکومت مولدووا و والاچیا را حفظ کرد. پس از یک سال مذاکرات با روسیه تزاری به موجب پیمان کنستانتینوپل، بندر آزوف به پتر یکم، شاه روسیه، تسلیم شد.

## توضیحات
1. ↑  Sremski Karlovci